# Aerosvit Airlines
CJSC "Aircompany "Aerosvit" (tiếng Ukraina: ЗАТ «авіакомпанія «Аеросвіт», có nghĩa là "thế giới bầu trời"), hoạt động với tên Aerosvit-Ukrainian Airlines (tiếng Ukraina: АероСвіт-Українські авіалінії - AeroSvit-Ukrayinski avialinii) là một hãng hàng không có trụ sở ở sân bay quốc tế Boryspil ở Boryspil, tỉnh Kiev, Ukraina.
Đây là một trong hai hãng hàng không quốc gia Ukraina, cung cấp dịch vụ bay theo lịch trình trong nước đến 11 thành phố và các tuyến bay quốc tế trực tiếp hoặc bằng cách liên danh với 20 điểm đến ở châu Âu. Nó cũng có các tuyến bay đường dài quốc tế đến Trung Quốc, Ấn Độ, Thái Lan, Canada và Hoa Kỳ cũng như dịch vụ bay thuê chuyến. Căn cứ chính của hãng là sân bay Boryspil, Kiev.
Hãng là nhà tài trợ chính thức của đội Olympic Ukraina cho Thế vận hội mùa hè Bắc Kinh 2008.

## Lịch sử
Hãng hàng không này được lập ngày 25 tháng 3 năm 1994, bắt đầu hoạt động tháng 4 năm 1994 với các tuyến bay từ Kyiv đến Tel Aviv, Odessa, Thessaloniki, Athena và Larnaca hợp tác với Air Ukraine. Tháng 10 năm 1994, hãng bắt đầu thuê khô máy bay Boeing 737-200 khi mạng lưới mở rộng đến Moskva. Nó là hãng hàng không vận chuyển hành khác châu Âu đầu tiên sử dụng sân bay quốc tế Suvarnabhumi ở Bangkok.
Aerosvit Airlines thuộc sở hữu của Quỹ tài sản nhà nước Ukraina (22%), Aerotur-Agency cho giao thông hàng không và du lịch (40%) và Gilward Investments (Hà Lan) (38%). Hãng sử dụng 1447 nhân công (thời điểm tháng 3 năm 2007).

### Thỏa thuận chia chỗ
Aerosvit Airlines có các thỏa thuận chia chỗ với các hãng hàng không sau:
| - Aeroflot (SkyTeam) - AirBaltic - Armavia - Belavia - Bulgaria Air - Czech Airlines (Skyteam) - Dniproavia | - Donbassaero - Estonian Air - Malev Hungarian Airlines (Oneworld) - Motor Sich Airlines - Pakistan International Airlines - Thai Airways International (Star Alliance) - Vietnam Airlines (Skyteam) |

## Đội tàu bay

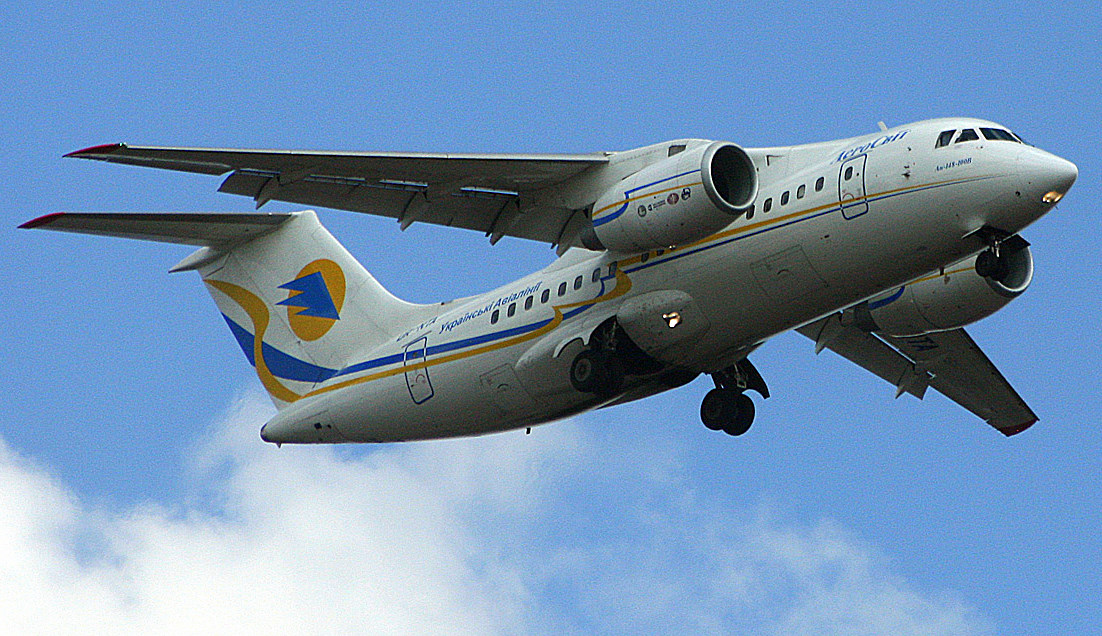
Một chiếc Antonov An-148 của Aerosvit đang hạ cánh tại sân bay quốc tế Vilnius, Litva. (2010)

Đội tàu bay của hãng Aerosvit Airlines bao gồm các máy bay sau (thời điểm ngày 6 tháng 5 năm 2011):

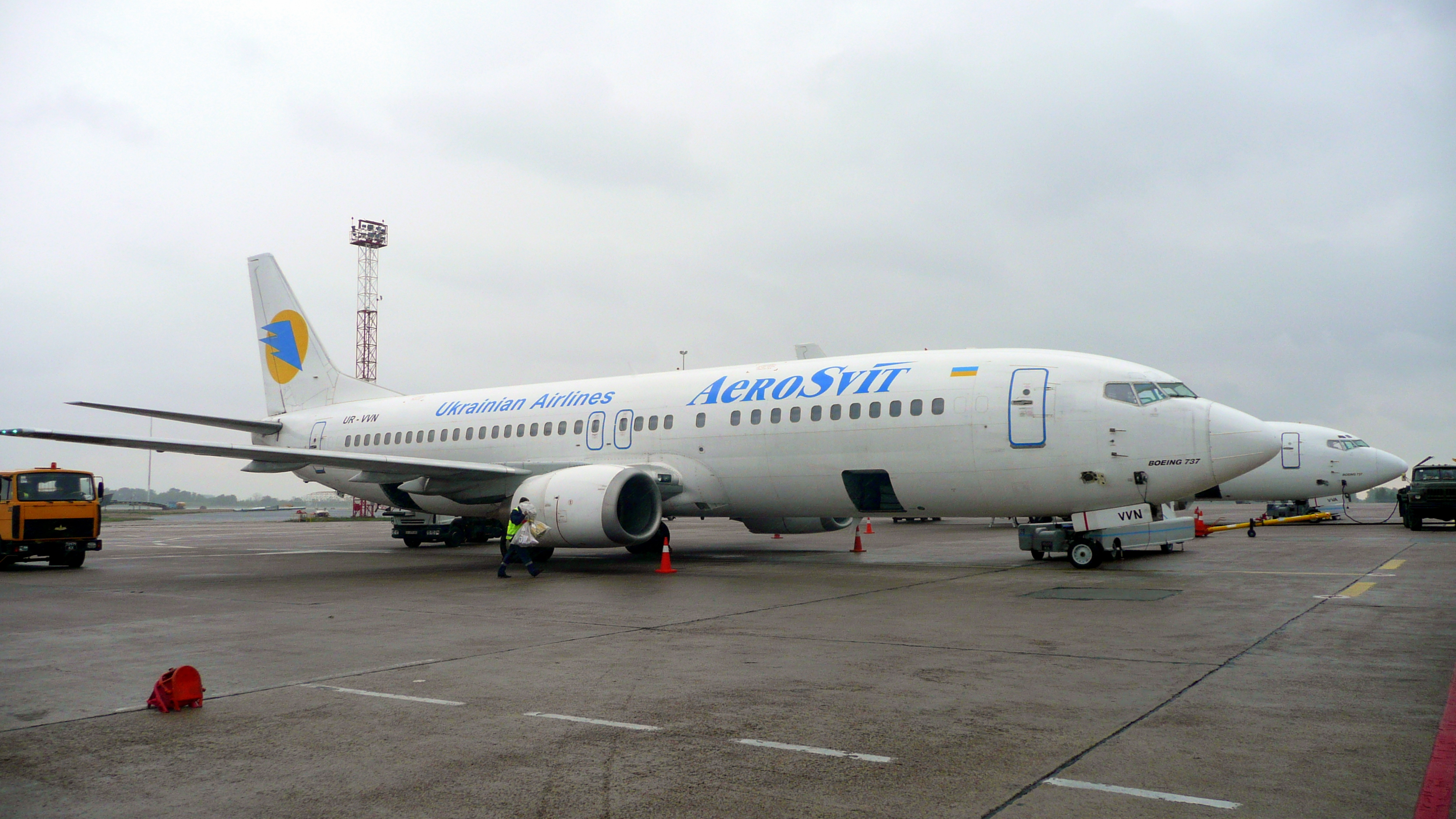
Một chiếc Boeing 737-400 của Aerosvit tại sân bay quốc tế Boryspil International, Kiev, Ukrainea.

Aerosvit là hãng đầu tiên sử dụng Antonov An-148. Hãng ký hợp đồng với Antonov Bureau, Aerosvit mua hai chiếc An-148 đầu tiên. Chiếc đầu tiên đã giao hàng ngày 2 tháng 6 năm 2009, và được dùng cho tuyến bay Kiev - Kharkiv. Chiếc thứ nhì (số đuôi UR-NTC) đã được giao ngày 22 tháng 4 năm 2010 và đã bắt đầu bay quốc tế vào ngày 23 tháng 5 năm 2010.

## Tai nạn và sự cố
Ngày 17 tháng 12 năm 1997, chuyến bay 241 của Aerosvit, một chiếc Yakovlev Yak-42, rơi gần Thessaloniki, Hy Lạp; tất cả 62 hành khách và 8 phi hành đoàn đều thiệt mạng.